# Xian de Yongde
Le xian de Yongde (永德县 ; pinyin : Yǒngdé Xiàn) est un district administratif de la province du Yunnan en Chine. Il est placé sous la juridiction de la ville-préfecture de Lincang.

## Démographie
La population du district était de 319 326 habitants en 1999.